# Docidocercus gigliotosi
Docidocercus gigliotosi är en insektsart som först beskrevs av Griffini 1896.  Docidocercus gigliotosi ingår i släktet Docidocercus och familjen vårtbitare. Inga underarter finns listade i Catalogue of Life.